# 스테노스기
스테노스기는 중원생대의 세 번째 기(紀)이다. 이는 그리스어로 좁은, 협소한의 뜻을 가지고 있다. 변성암으로 이루어진 좁은 대(帶)의 형성이 주요 특징이다. 이 시기에 로디니아 초대륙이 완전히 형성되었다.